# Hrvatsko kulturno vijeće
Hrvatsko kulturno vijeće (HKV) je organizacija članova koji žive i deluju u Republici Hrvatskoj, kao i onih članova koji žive izvan granica Republike Hrvatske, a delatno podupiru kulturni i sveopći boljitak Republike Hrvatske. Hrvatsko kulturno vijeće (HKV) deluje od 2006. godine. Sedište udruge je u Zagrebu.

## Propaganda
HKV portal je poznat po proustaškoj propagandi putem demoniziranja zločina počinjenih od partizana te i negiranja broja žrtava ustaškog režima, naročito onih koji su stradali u ozloglašenom logoru Jasenovac. Kod članka o Goldsteinovoj knjizi o Jasenovcu je jedan od komentatora tvrdio da je „1,360 ubijenih i umrlih”.
Jedan od njihovih kontraverznih članaka koji govori o hrvatskoj Wikipediji je proglasio korektore „disidentima” oko korigovanja članaka jugoslovenskog predsednika Josipa Broza Tita (za kojeg je pisalo da je bio 9. na listi najvećih zločinaca) i hrvatskog fašističkog diktatora Ante Pavelića (za kojeg je bilo izbrisano da je bio odgovoran za zločine ustaškog režima) u periodu 2021. kada se hrvatska Wikipedija očistila od ustaške propagande.
Portal je također iskazao svoju podršku bivšem predsedniku SAD-a, Trampu u svom članku govoreći kako je Tramp razbio „mit o slobodnom tržištu”.